# Monclar-de-Quercy
Monclar-de-Quercy település Franciaországban, Tarn-et-Garonne megyében. Lakosainak száma 2039 fő (2022. január 1.). Monclar-de-Quercy Montdurausse, Puycelsi, La Sauzière-Saint-Jean, Génébrières, Puygaillard-de-Quercy, La Salvetat-Belmontet és Vaïssac községekkel határos.

## Népesség
A település népessége az elmúlt években az alábbi módon változott:
| Lakosok száma | 1914 | 1945 | 1976 | 1993 | 2006 | 2004 | 2014 | 2026 | 2039 |
|               | 2013 | 2015 | 2016 | 2017 | 2018 | 2019 | 2020 | 2021 | 2022 |